# Ábside de los Milagros

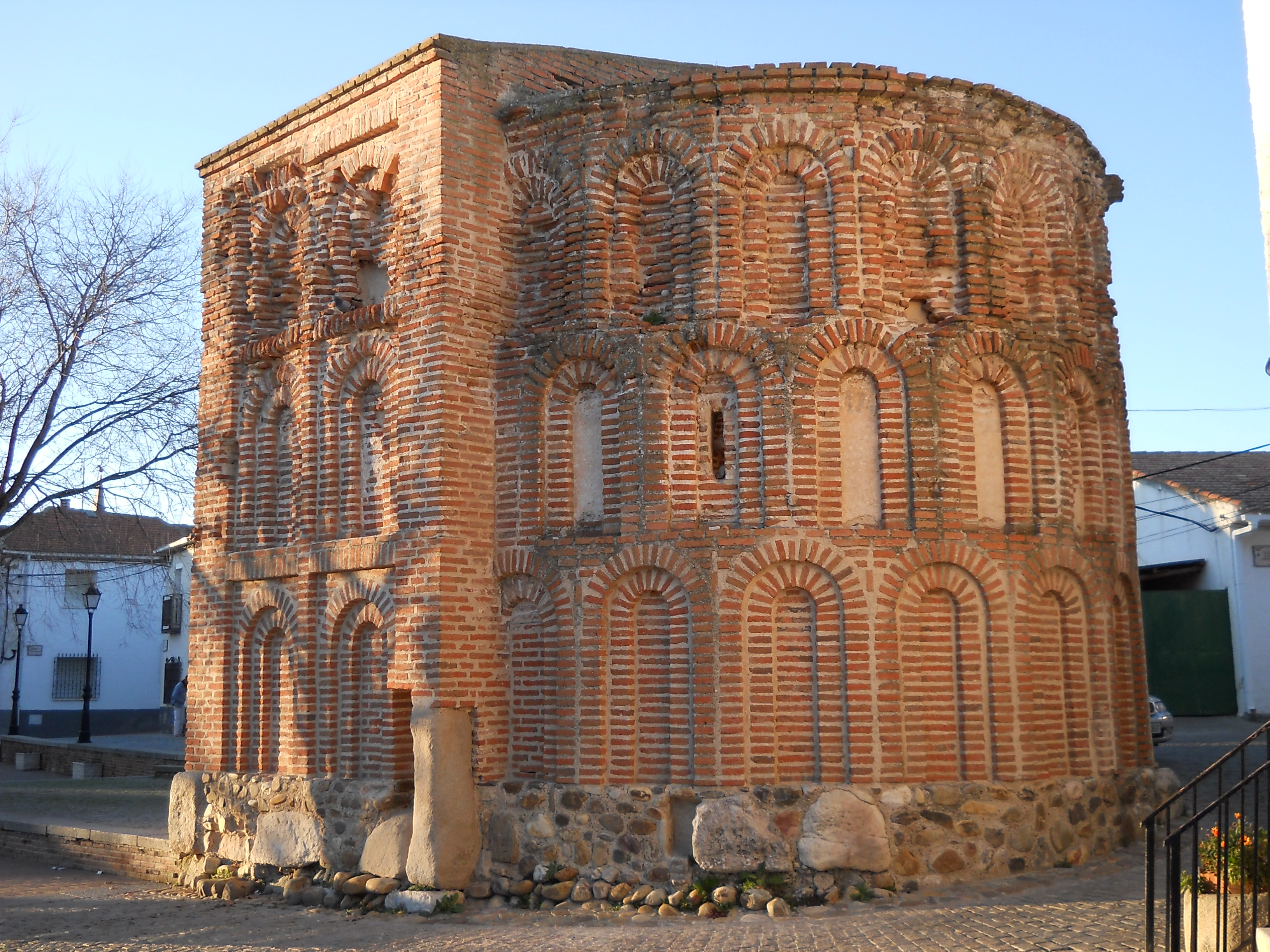
El ábside de los Milagros

El Ábside de los Milagros, - previamente denominada Ermita de San Nicolás -conocido popularmente como El Morabito, es el único resto que se conserva de una iglesia construida a mediados del siglo XIII en el municipio español de Talamanca de Jarama (Madrid). Está edificado según las pautas arquitectónicas del mudéjar castellano-leonés, también llamado románico de ladrillo o románico-mudéjar, que, desde la provincia de León, se expandió, a lo largo del citado siglo, por Zamora, Salamanca, Valladolid, Ávila y Segovia, llegando a alcanzar a la Comunidad de Madrid y a la provincia de Guadalajara.

## Historia
La estructura que ha llegado hasta nuestros días fue levantada a mediados del siglo XIII, durante una de las épocas de mayor prosperidad económica y auge constructivo en la historia de Talamanca de Jarama. 
La posición estratégica de la localidad en el Valle del río Jarama, en las inmediaciones de los pasos de montaña que cruzan la Sierra de Guadarrama, convirtió a Talamanca en un lugar relevante dentro del territorio dependiente del Arzobispado de Toledo, al que estuvo adscrito durante la Edad Media. Llegó a ser cabeza de jurisdicción eclesiástica y civil de una extensa comarca.
A esta época corresponden también las murallas de la villa, de las que hay constancia histórica desde principios del siglo XII, y la Iglesia de san Juan Bautista, del siglo XII o XIII.
Diferentes excavaciones arqueológicas realizadas en la Plaza de la Constitución de Talamanca de Jarama, donde se halla el ábside, ponen de manifiesto que el lugar estuvo habitado desde la época prerromana y que existió un asentamiento estable durante la ocupación romana de la península ibérica.
La aparición de cascos de barro saguntinos en uno de los esquinales del monumento hace pensar que, en su construcción, se aprovecharon materiales de edificios anteriores, correspondientes al periodo romano o tardorromano. 
En las citadas excavaciones también se hallaron vestigios de un ábside de menor tamaño, sepulcros realizados en ladrillo y distintos silos, anteriores al siglo XIII, con lo que cabe suponer que existió un templo anterior sobre el solar que actualmente ocupa el ábside.

## Descripción
Se trata de una construcción semicircular, que presenta un tramo recto en su parte 
delantera, correspondiente al presbiterio del primitivo 
templo religioso. Una 
bóveda de horno cubre el ábside propiamente dicho, mientras que el cuerpo recto presenta bóveda de cañón. Los materiales empleados en la fábrica son cantos rodados, dispuestos en mampostería y revestidos con ladrillos, y la piedra de granito, aunque secundariamente.
El elemento arquitectónico de mayor interés histórico-artístico del edificio son las arcadas ciegas y dobladas, distribuidas en tres alturas, con las que se decora el exterior. Los arcos se suceden alternativamente, apoyándose los superiores sobre la clave de los inferiores, rasgo muy común en los edificios románico-mudéjares.
En lo que respecta al interior de la estructura, ésta se ilumina mediante tres vanos, formados por arcos de medio punto. Uno de ellos ha sido cegado y su lugar lo ocupa una hornacina renacentista.